# ジェイムズ・リケッツ
ジェイムズ・ブルーアートン・リケッツ（英: James B. Ricketts、1817年6月21日-1887年9月22日）は、アメリカ陸軍の職業軍人であり、南北戦争の時は東部戦線で北軍の将軍だった。

## 初期の経歴
リケッツはニューヨーク市で生まれた。1839年に陸軍士官学校を同期31人中16番目の成績で卒業し、アメリカ第1砲兵隊に配属となった。カナダ国境騒動のときに守備隊任務に就き、1846年4月に中尉に昇進した。米墨戦争のときはモンテレーの戦いに参加するなどかなりの戦闘に参戦し、アブナー・ダブルデイと共に砲兵指揮官としてブエナ・ビスタの戦いでリンコナダ・パスを守った。その活動的な任務にも拘らず、仲間の士官達の多くのように米墨戦争の間に名誉昇進を果たさなかった。
メキシコから戻ると様々な陸軍基地で任務に就いた。1853年8月に大尉に昇進して、フロリダ州セミノール族インディアンと戦い、その後テキサス州の辺境任務となった。

## 南北戦争
南北戦争の開始時点で、リケッツはワシントンD.C.の防衛にあたっており、1861年初期に南軍が守っていたバージニア州アレクサンドリア占領のときは1個砲兵大隊を指揮した。その大隊は後にサミュエル・ハインツェルマン准将師団のウィリアム・B・フランクリン准将旅団に付けられた。7月21日の第一次ブルランの戦いでは、その大隊が南軍歩兵隊に制圧されたときに、銃弾を4発浴び捕獲された。圧倒的な敵を前にしてのその勇敢さの故に、同日付けで正規軍の中佐に名誉昇進し、アメリカ志願兵の准将となった。リケッツは戦争捕虜としてリッチモンドで拘束され、その妻ファニーはリッチモンドまで言って看護婦として留まることを許された。リケッツは1862年1月に仮釈放され、療養のために医療休暇扱いとされた。

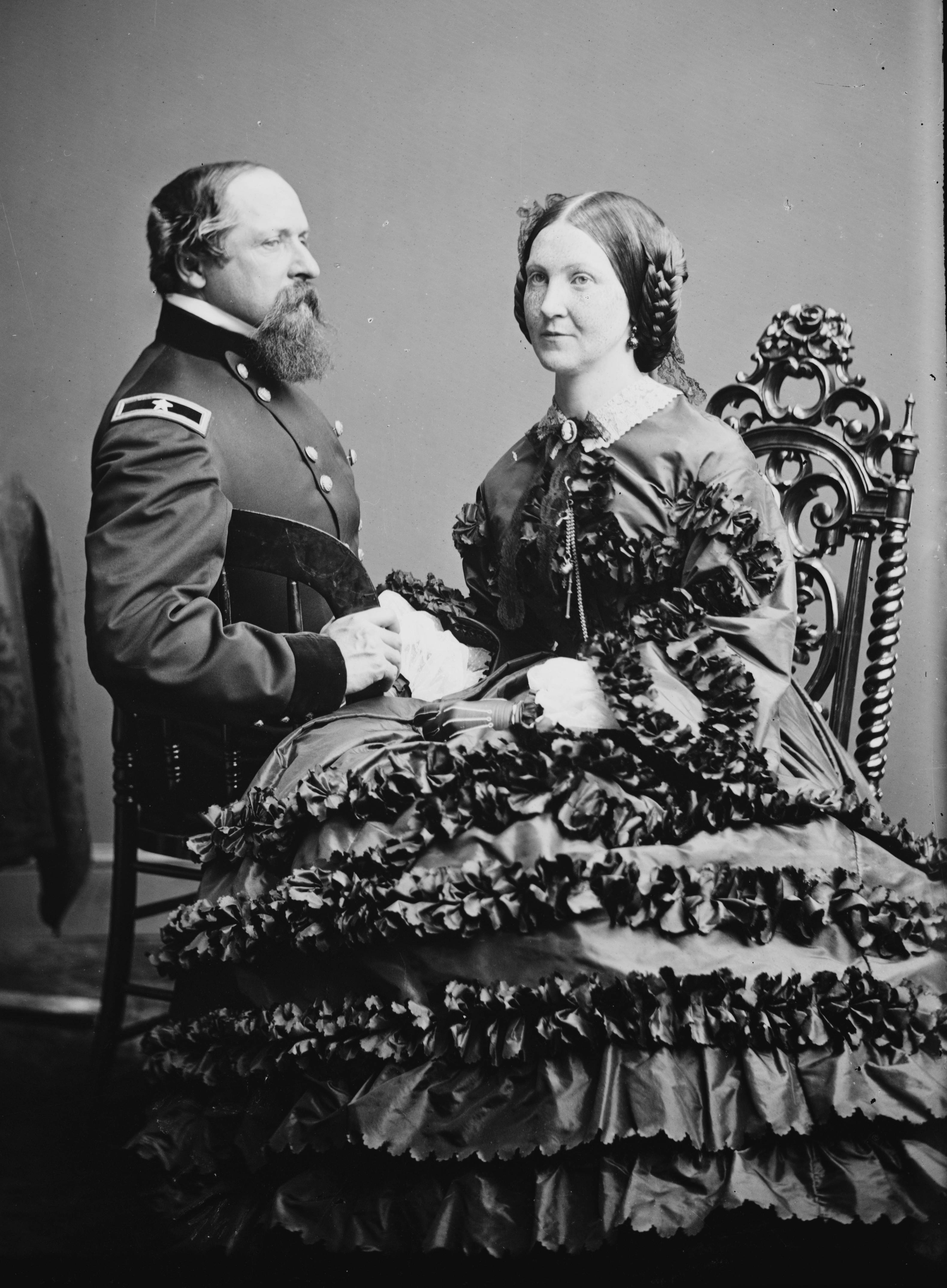
リケッツと妻のファニー

リケッツはアービン・マクドウェル准将の軍団で1個師団の指揮を任され、シーダー山の戦いではこれを指揮して、ナサニエル・バンクス少将軍の撤退を援護した。第二次ブルランの戦いでは、南軍ジェイムズ・ロングストリート少将の翼がストーンウォール・ジャクソン少将の翼と合流しようとしていたのを遮るために、その師団はマクドウェルによってサラフェア・ギャップに投入された。リケッツ隊は側面を衝かれ、遮断される危険性が増して撤退した。その後のアンティータムの戦いでは、乗っていた馬が2頭銃弾で倒れ、2回目のときは馬の下敷きになって重傷を負った。任務に差支えがないくらいに快復したとき、フィッツ・ジョン・ポーター少将の軍法会議への出席を指名された。この審判では、ベンジャミン・M・プレンティスを例外としてあらゆる判事がその在職期間あるいは近付いている昇進のことで陸軍長官エドウィン・スタントンに恩義を感じており、ポーターに有罪が宣告された。リケッツは恐らく無罪に投票し、昇進も無かった。
リケッツは1864年3月になって野戦指揮に復帰し、ジョン・セジウィック少将の第6軍団で1個師団を任され、ユリシーズ・グラント中将のオーバーランド方面作戦でこれを率いた。その部隊兵は質が低いと考えられており、多くは以前の第二次ウィンチェスターの戦いで非難を浴びたロバート・H・ミルロイ少将の部隊兵だった。その師団は荒野の戦いで功績を挙げられず、スポットシルバニア・コートハウスの戦いでも見るべきところが無かった。しかし、リケッツは1864年6月3日のコールドハーバーの戦いにおける勇敢で称賛に値する行動で、正規軍の大佐に名誉昇進した。このときはリケッツもその部隊も功績を挙げた。
1864年7月、その部隊は3,350名に過ぎなかったが、南軍ジュバル・アーリー中将のワシントンD.C.攻撃に対抗するために北に急行した。リケッツはルー・ウォーレス少将の下でモノカシーの戦いに参戦し、左側面を守っているときにかなりの損失を受けた。そこでの功績に対して、8月1日に志願兵の少将に名誉昇進した。その後フィリップ・シェリダン少将のシェナンドー渓谷方面作戦に参戦した。シーダークリークの戦いでは、戦闘の始めの時間帯で第6軍団を指揮したが、ミニー弾が胸に当たって負傷し、その後も障害を残した。1865年3月13日、リケッツはシーダー・クリークでの勇敢な行動でアメリカ陸軍の准将に名誉昇進し、「戦場での勇敢で称賛に値する行動」でアメリカ陸軍の少将に名誉昇進した。リケッツは健康が優れなかったが、ロバート・E・リー将軍がアポマトックス・コートハウスで降伏する2日前に師団長に復帰した。

## 戦後の経歴
1865年7月、リケッツはバージニア方面軍の1地区指揮官に任命され、これを1866年4月まで務めて、志願兵任務を解除された。7月にはアメリカ第21歩兵隊の中佐に任官されたが、これを辞退した。リケッツは戦闘で受けた傷による障害のために、1867年1月3日に現役任務から引退し、1869年1月までは様々な軍法会議に出席した。
リケッツはシェナンドー渓谷での従軍中に受けた胸の傷のためにその後も健康が快復することは無く、陸軍から除隊して余生はワシントンD.C.で過ごした。リケッツは1887年にそこの自宅で死に、アーリントン国立墓地に埋葬された。1900年に死んだ妻もその横に埋葬された。息子達の1人、バジル・ノリス・リケッツは米西戦争の時にセオドア・ルーズベルトの指揮するラフ・ライダーズで仕え、やはりリケッツの近くに埋葬されている。
リケッツの墓碑銘には次のように書かれている。